# Liste der Mitglieder des Coburger Landtags (12. Wahlperiode)
Diese Liste nennt die Mitglieder des Coburger Landtags in seiner 12. Wahlperiode (1869–1872).
| Wahlbezirk | Name                           | Stand                    | Ort         | Anmerkung                       |
| ---------- | ------------------------------ | ------------------------ | ----------- | ------------------------------- |
| I          | Rudolf Muther                  | Bürgermeister            | Coburg      | Landtagspräsident               |
| II         | Louis Rückert                  | Rechtsanwalt             | Coburg      | Schriftführer                   |
| III        | Johann Sollmann                | Schlossermeister         | Coburg      |                                 |
| IV         | August Schubert                | Gastwirt                 | Obersienau  |                                 |
| V          | Emil Heinrich Reinhold Deyßing | Justizamtmann            | Coburg      | Vizepräsident                   |
| VI         | Alfred Schmidt                 | Bürgermeister            | Rodach      | stellvertretender Schriftführer |
| VII        | Johann Eduard Eichhorn         | Landwirt und Webemeister | Unterlauter |                                 |
| VIII       | Stöckenius                     | Kaufmann                 | Neustadt    |                                 |
| IX         | Rudolph Geith                  | Fabrikant                | Coburg      |                                 |
| X          | Caspar Metzner                 | Kaufmann                 | Weidhausen  |                                 |
| XI         | Franz Ronge                    | Privatier                | Königsberg  |                                 |

Der Ausschuss bestand aus Landtagspräsident Muther und den Abgeordneten Deyßing, Geith und Schmidt. Stellvertreter waren Rädlein, Sollmann und Ronge.